# Broche de la Cruz de Hierro
El Broche de la Cruz de Hierro (en alemán: Spange zum Eisernen Kreuz) fue un broche de medalla de metal que se exhibió en los uniformes del personal alemán de la Wehrmacht que había sido galardonado con la Cruz de Hierro en la Primera Guerra Mundial.

## Descripción
Un titular de la Cruz de Hierro de 1914 podría recibir un segundo grado o más alto de la Cruz de Hierro de 1939. Para permitir que las dos medallas se usen juntas, se usaría un "Broche de 1939" (Spange) en la Cruz de Hierro original de 1914. Representaba a un águila nacional que sostenía una corona de hojas de roble que rodeaba una esvástica sobre un trapecio que llevaba el año 1939. El broche se adjuntó a la cinta de medalla de la Cruz de Hierro de 1914 La cinta se usó luego a través de un botón de túnica del uniforme.
Para el premio de 1.ª clase, el broche más grande pero idéntico se fijó directamente en el bolsillo superior del pecho por encima de la 1.ª clase de la Cruz de Hierro (1914) del usuario. Este broche de bolsillo generalmente se otorgaba en un estuche de presentación.